# Little Crook Beck
Der Little Crook Beck ist ein Fluss im Lake District, Cumbria, England. Der Crook Beck entsteht südöstlich des Wetherlam. Der Little Crook Beck fließt in nördlicher Richtung bis zu seiner Mündung in den Crook Beck.